# Ulmus bergmanniana
Ulmus bergmanniana — вид квіткових рослин з родини в'язових (Ulmaceae). Поширення: Північно-Центральний, Південно-Центральний і Південно-Східний Китай, Тибет, Індія (Аруначал-Прадеш).

## Біоморфологічна характеристика
Це дерево заввишки до 26 метрів, в діаметрі до 90 см, листопадне. Кора сірувато-біла, темно-сіра або сірувато-коричнева, поздовжньо тріщинувата. Гілочки пурпурно-коричневі до корицево-коричневих, голі або запушені, безкрилі. Ніжка листка 1–13 мм, гола або запушена. Листкова еліптична, довго-округло-еліптична, вузькоеліптична, обернено-яйцеподібно-довгаста або яйцеподібна, 6–18 × 3–8.5 см, знизу запушена в пазухах жилок або по всьому листку, зверху гола та часто шершава, основа ± коса, край подвійно пилчастий, верхівка хвостата, загострено-хвостата або загострено-хвостата; вторинні жилки (15)17–26 з кожного боку середньої жилки. Суцвіття зібрані в пучки на гілочках другого року. Оцвітина дзвоникоподібна, 4–6-лопатева, по краю війчаста. Крилатки від рудувато-коричневих до світло-коричневих, широко оберненояйцеподібні, оберненояйцеподібно-округлі, округле або довгоокруглі 1.2–1.8 × 1–1.6 см; ніжка коротша за оцвітину, ± запушена; оцвітина стійка. Насіння в центрі або трохи ближче до основи крилатки. Цвітіння й плодіння: лютий — квітень.

## Середовище
Населяє ліси на висотах 1500–2900 метрів.

## Галерея

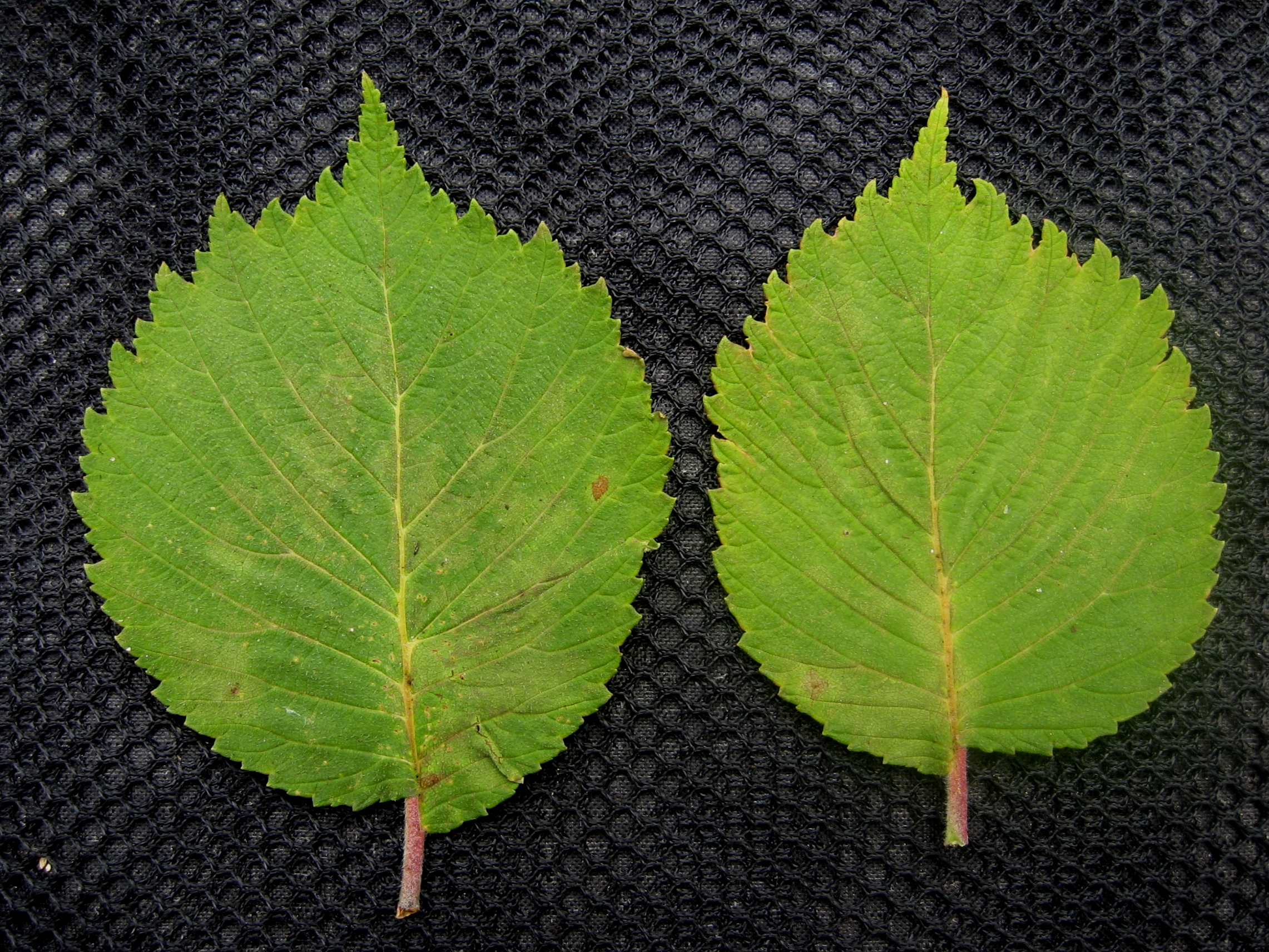
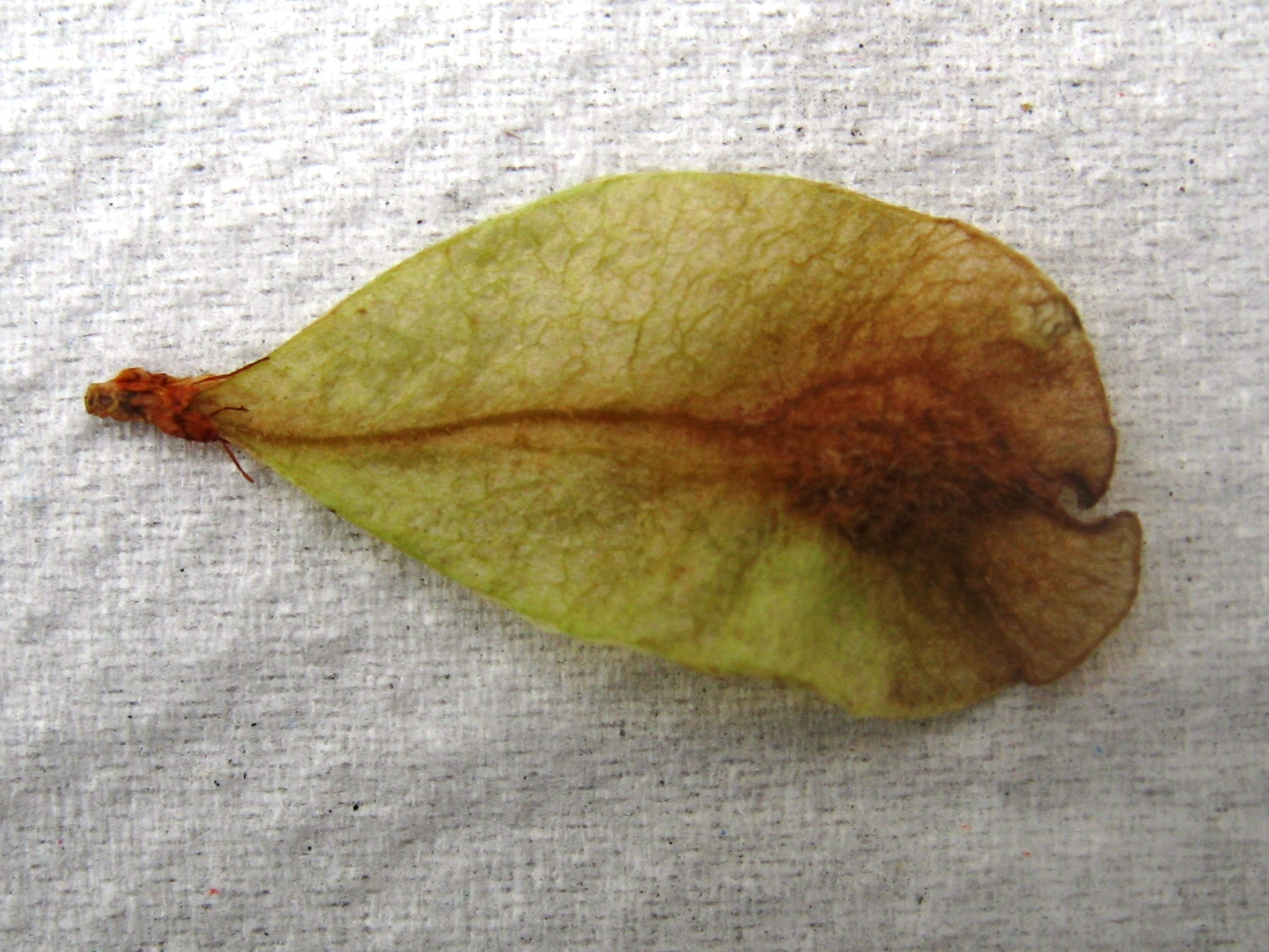